# Хорасан-Резаві
Хорасан-Резаві (перс. خراسان رضوی Xorāsān-e Razāvi, курд. Xorasana Rezewî) — остан (провінція) Ірану. Остан розташований на північному сході країни, межує з Тукменістаном та Афганістаном на сході, а також з останами Південний Хорасан, Єзд, Семнан та Північний Хорасан. Площа провінції становить 148 959 км².
Хорасан-Резаві — одна з трьох провінцій, що були утворені після розділення остану Хорасан 2004 року.

## Міста
Центр провінції — місто Мешхед, інші великі міста: Нішапур (275 тис.), Себзевар (210 тис.), Кашмер (180 тис.), Торбете Хейдеріє (120 тис.), Кучан (110 тис.), Серахс (88 тис.), Торбете Джам (84 тис.), Даргаз (32 тис.).

## Населення
Населення — 5 593 079 осіб (2006). Середня щільність населення — 37,5 осіб на км². Велику частину населення складають перси, а також туркмени, курди, тюркські кочові племена афшари, близькі до азербайджанців, белуджі, араби та пуштуни.

## Економіка
Основні галузі економіки — сільське господарство (пшениця, ячмінь, бавовна, шафран, виноград, цукровий буряк, ріпак, помідори), харчова, шкіряна, текстильна, взуттєва, автомобільна, електротехнічна, металургійна, нафтохімічна, керамічна промисловість, енергетика, виробництво будматеріалів, автокомплектуючих та кремнію, туризм і паломництво, транспорт, торгівля, видобуток нафти, газу, бірюзи, мідної руди, золота і кам'яної солі.

## Галерея

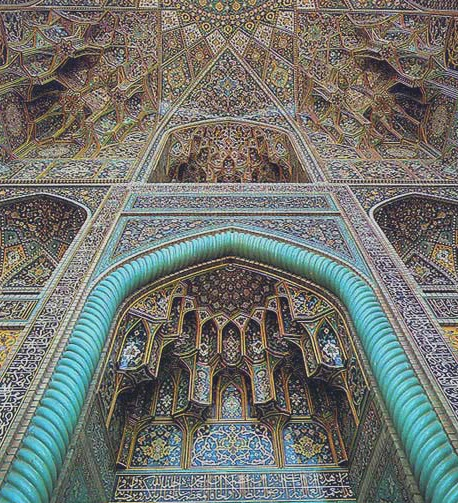
Мечеть Гохаршад, побудована у 1418
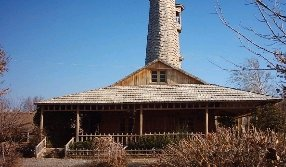
Дерев'яна мечеть у Нішапурі, рідному місті Омара Хаяма
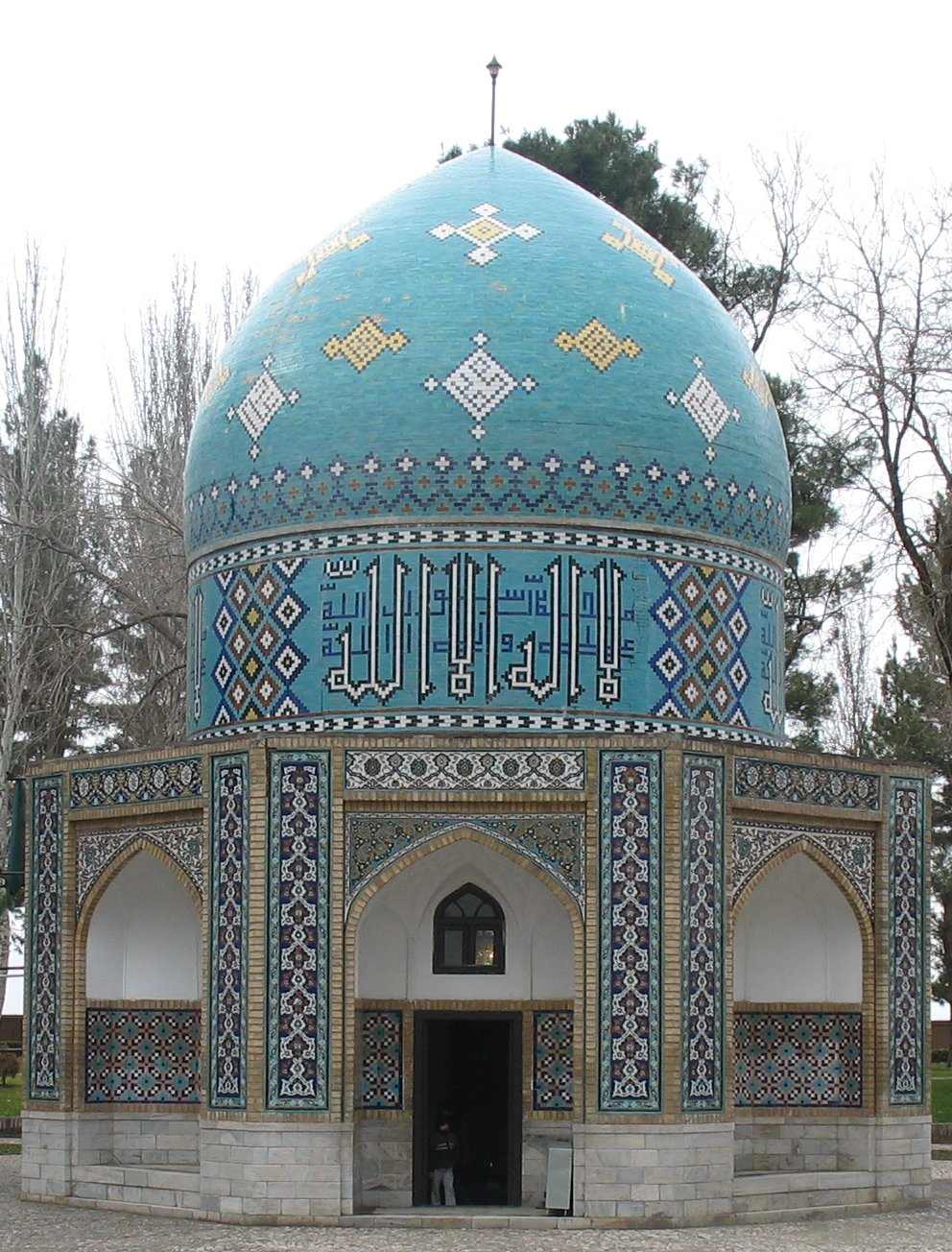
Мавзолей Аттара у Нішапурі